# Prix Bauernfeld
Le prix Bauernfeld ou Bauernfeld-Preis est un prix littéraire qui a été attribué de 1894 à 1921 en souvenir d'Eduard von Bauernfeld.

## Lauréats
- 1899 Arthur Schnitzler
- 1901 Marie Eugenie Delle Grazie
- 1902 Stephan von Millenkovich et Felix Dörmann
- 1903 Joseph Medelsky
- 1904 Marie Herzfeld et Wilhelm Hegeler
- 1905 Hermann Hesse
- 1908 Karl Schönherr
- 1910 Fritz Stüber-Gunther
- 1911 Erwin Guido Kolbenheyer
- 1914 Max Mell et Karl Adolph
- 1917 Wladimir Freiherr von Hartlieb
- 1918 Ernst Lothar
- 1919 Paul Wertheimer
- 1920 Victor Fleischer
- 1921 Robert Hohlbaum (en) et Franz Nabl
- Frank Wedekind
- Joseph Roth